# Deviancia
A deviancia olyan magatartás, mely megszegi a közösség vagy társadalom nagy része által elfogadott normákat. Fogalma meglehetősen tág. 
A deviancia kifejezés a „deviatio” (latin: de=-ról/-ről, via,-ae (f)=út; "az útról való letérés") szóból származik. Minden emberi csoport létezése különféle normákat követel, amelyekhez alkalmazkodhatnak a csoport tagjai. A legtöbb szabály nem is tűnik fel életünk során, mivel teljesen természetes számunkra. A normák betartatásával kapcsolatosan beszélhetünk negatív és pozitív, formális és informális szankciókról.

## Jellemzők
A deviancia nemcsak egyes emberek viselkedését jellemezheti, hanem egész csoportokét is.

## Normák és szankciók
Többnyire azért követjük a társadalmi szabályokat és normákat, mert a szocializáció során megszoktuk, hogy így viselkedünk. Jó példa erre, hogy milyen normákat követünk a társas érintkezés során folytatott interakciókban, amiről Goffman írt részletesen.
Az idegenekkel szembeni udvarias figyelmesség, a tapintat mind olyan cselekedetek, amelyek végrehajtása közben rendszerint nem is gondolunk arra, hogy bizonyos viselkedési szabályokat követünk.
Bizonyos normákat ugyanakkor annak tudatában tartunk tiszteletben, hogy a belőlük következő viselkedés helyes. Például a közlekedési normák esetében.
Minden társadalmi norma együttjár bizonyos szankciókkal, amelyek elősegítik a konformitást és védelmet nyújtanak a nonkonformitással szemben. A szankció mások részéről megnyilvánuló reakciót jelent egy egyén vagy egy csoport viselkedésével kapcsolatban, amely az adott norma követését igyekszik biztosítani. Lehetnek pozitívak és negatívak, formálisak és informálisak. Formális szankciókról akkor beszélünk, ha létezik egy meghatározott testület vagy szerv, amelynek feladata, hogy biztosítsa bizonyos normák megtartását. Az informális szankciók kevésbé szabályozott, általában spontán reakciók a nonkonform viselkedésre. A modern társadalmakban a formális szankciók általában a bíróságok és börtönök által megtestesített büntetési rendszerhez kapcsolódnak. A bírság, a börtön és a kivégzés a formális negatív szankciók típusai. Formális pozitív szankciók például a katonai kitüntetések a háborúban mutatott különleges bátorságért. Pozitív informális szankció például ha azt mondjuk valakinek: „derék munka”. Negatív informális szankció például ha valakivel ingerülten beszélnek, leszidják.

### Szexuális deviancia
A 20. század elejéig az észak-afrikai szivan bennszülöttek elvárták, hogy minden „egészséges” férfi homoszexuális kapcsolatokat (is) létesítsen, s akik ezt nem tették, azokat furcsának és nevetségesnek találták. Az Arab-félszigeten élő beduinok viszont a homoszexuális viselkedést olyan „abnormálisnak” és felháborítónak tartották, hogy az érintetteket halálra ítélték.
Az európai társadalomban, a viktoriánus korban feltételezték, hogy a „normális” nők nem igazán élvezik a szexet és nem elégülnek ki. Akik pedig mégis élvezik és ragaszkodnak a kielégüléshez, azokat romlottnak, erkölcstelennek és betegnek bélyegezték. Ma már éppen az orgazmusra képtelen (vagy arra nem törekvő) nő számít „abnormálisnak”, (frigidnek) kezelésre szorulónak.

### Vallásos deviancia: vétek
A középkorban, amikor az egyház és vallás volt a domináns szociális tényező, a problémát elsősorban valláserkölcsi kérdésekben határozták meg. Így a szexuális konformitás és deviancia közötti különbséget a jámborság és a bűnösség közti különbséggel határozták meg. A szexuális deviánsokat az ördög, vagy egy gonosz szellem szállta meg. „Normális” emberekké csakis az imádságok és bűnbánat követésével válhattak.

### Jogi deviancia: bűncselekmény
Az újkor beköszöntével az egyház fokozatosan átengedte hatalmát a világi, polgári hatóságoknak, s így a deviancia kérdését egyre inkább jogi fogalmakkal határozták meg. A szexuális konformitás és deviancia különbségét most már a törvénytisztelet és a bűncselekmény különbségével jelezték. A szexuális deviánsok „bűnözőkké” váltak. „Normális” emberekké csakis börtönbüntetések és jóvátételek révén válhattak.

### Egészségügyi deviancia: betegség
A 19. és 20. században a tudomány tekintélyének növekedése figyelhető meg. Ennek folytán a problémát főleg orvosi fogalmakkal kezdik meghatározni. A szexuális konformitás és deviancia különbségét így a mentális egészség és betegség különbségével azonosítják. A szexuális deviánsok: „pszichopaták”, akik csakis pszichiátriai kezelések segítségével válhatnak „normális” emberekké.

## A bűnözés és a deviancia biológiai és pszichológiai elméletei

### A biológiai érvelés
Paul Broca, egy korai francia antropológus azt állította, különös sajátosságok figyelhetőek meg a bűnözők koponyáján, amik eltérnek a törvénytisztelő emberektől. Cesare Lombroso olasz kriminológus az 1870-es években kifejtette, hogy bizonyos emberek, akik az ember egy primitívebb típusát testesítik meg, bűnöző hajlamokkal születnek. Szerinte a bűnöző személyiséget a koponya formája alapján lehet azonosítani. Elismerte, hogy a társadalmi minták befolyással hatnak a bűnöző viselkedés kialakulására, de a bűnözők többségét biológiailag degeneráltnak vagy fogyatékosnak gondolta. Ezeket az elméleteket azóta elvetették.
A biológiai adottságok és a bűnözési hajlam közti kapcsolat elméletét az 1940-es években William A. Shaldon dolgozta ki ismét. Megkülönböztette az ember fizikai felépítésének 3 fő típusát. Létezik muszkuláris, aktív típus, akik nagyobb valószínűséggel válnak bűnözővé, mint a gyenge fizikumúak, vagy a testes emberek.
Az elmúlt években azzal kísérleteztek, hogy a bűnözési hajlamot talán az öröklés során átadott kromoszómák valamely sajátos készlete okozza. Szerintük a bűnözők – és különösen az erőszakos bűncselekményt elkövetők – között aránytalanul magas azoknak a száma, akiknek van egy fölösleges Y kromoszómájuk. Szűk körben végzett kísérletek alátámasztották a felvetést, azonban a széles körben végzett, reprezentatívabb vizsgálatok igazolták, hogy az XYY kromoszómájú férfiak nem követnek el több bűncselekményt.
Lehetséges, hogy a biológiai tényezőknek van valamilyen hatásuk bizonyos típusú bűncselekményekre, de nincs komoly bizonyíték, hogy a személyiségvonások ily módon öröklődnek.

### A bűnözés és a pszichopata személyiség (pszichológiai megközelítés)
Freud eszméi hatással voltak a bűnözés pszichológiai magyarázataira. Későbbi szerzők az ő gondolataiból kiindulva vetették fel, hogy az emberek egy kisebbségében „amorális”, pszichopata személyiség alakul ki. Freud szerint erkölcsi érzékünk jórészt azokból az önkorlátozásokból fakad, amelyeket gyerekkorban, a fejlődés ödipális szakaszában sajátítunk el. Egyes gyerekekben a szüleikkel való kapcsolatuk jellegéből következően sohasem fejlődik ki az önkorlátozásnak a képessége, így az erkölcsi érzék sem. A pszichopata egyének zárkózottak, érzelem nélküliek, akik élvezik az öncélú erőszakoskodást. 
A pszichopátia fogalma komoly problémákat vet fel. Van-e egyáltalán tartalma és a pszichopaták tulajdonságai valóban elkerülhetetlenül bűnöző jellegűek-e? Jóformán az összes, állítólag pszichopata személyiségvonásokkal rendelkező emberrel kapcsolatos vizsgálat alanya elítélt bűnöző volt, és ezeket a személyiségvonásokat szinte elkerülhetetlenül negatív színben tüntetik fel. Ha viszont ugyanezeket pozitívan írjuk le, rögtön egészen más személyiségtípus jelenik meg előttünk.
A bűnözés pszichológiai elméletei legfeljebb a bűnözés bizonyos vonatkozásait magyarázzák meg. Sok különféle bűncselekmény létezik, és értelmetlen lenne feltenni, hogy az elkövetőknek vannak bizonyos közös pszichológiai vonásai. Ha a bűnözés különböző formáihoz egyértelműen hozzá tudnánk rendelni bizonyos személyiségjegyeket, még mindig nem lehetnénk biztosak abban, mi az ok és mi az okozat.

### A társadalom és a bűnözés: szociológiai elméletek
A bűnözés természetének kielégítő magyarázata csakis szociológiai lehet. Ez a megközelítés nagy hangsúlyt fektet a konformitás és a deviancia összefüggésére a különböző társadalmi környezetekben. A modern társadalmak sok különböző szubkultúrát foglalnak magukba, és az a viselkedés, amely megfelel egy bizonyos szubkulturális közeg normáinak, kívülről szemlélve deviánsnak minősülhet. A társadalmakban jelentős különbségek figyelhetők meg gazdagság és hatalom tekintetében, ami meghatározza az egyes csoportok előtt nyitva álló lehetőségeket.

### Differenciális érintkezés
Edwin Sutherland a bűnözést ún. differenciális érintkezéssel hozta összefüggésbe. Egy különböző szubkultúrákat tartalmazó társadalomban bizonyos társadalmi környezetek ösztönzően hatnak az illegális tevékenységekre, míg másokra ez nem jellemző. Az emberek úgy válnak bűnözőkké, hogy kapcsolatba kerülnek a bűnözői normák követőivel. A bűnöző viselkedést leginkább az elsődleges csoportokban, különösen a kortársközösségekben tanulják el az emberek. Sutherland megközelítésében a bűnöző viselkedést is lényegében ugyanúgy tanuljuk meg, mint a törvénytisztelő magatartást, és általában mindkettő ugyanazokra az igényekre és értékekre irányul.
Az anómia mint a bűnözés oka:
Robert K. Merton bűnözéselmélete a bűnözést együtt tárgyalja más deviáns viselkedéstípusokkal és hangsúlyozza, hogy a bűnöző is normális ember. Az anómia fogalmából indul ki, melyet elsőként Émile Durkheim használt, aki erre nagy hatású devianciaelméletet épített fel. Anómia akkor alakul ki, amikor a társadalmi élet egy adott területén nem léteznek világos szabályok, amelyek vezérelnék az emberek viselkedését. Durkheim úgy vélte, ilyen helyzetben az emberek megzavarodnak és ennél fogva az anómia az öngyilkosságra való hajlam hátterében álló társadalmi tényezők egyike.
Merton módosított anómiafogalma arra a feszültségre utal, ami az elfogadott normák és a társadalmi valóság konfliktusa miatt alakul ki az egyénben. A fejlett társadalmakban az elfogadott értékeket az anyagi sikert hangsúlyozzák, amit önfegyelemmel és kemény munkával lehet megszerezni. Valójában azonban nem ez a helyzet, hisz a hátrányos helyzetben élők többségének kicsi az esélye, hogy mindezt elérje. Akik nem tudnak érvényesülni, azokat a társadalom többi tagja elítéli és emiatt nagy a kísértés, hogy az ember bármilyen áron hozzájusson az anyagi javakhoz és felemelkedjen.
A konfliktus kezelésének 5 fajtáját különbözteti meg. A konformisták mind az általánosan vallott értékeket, mind azok megvalósításának hagyományos eszközeit elfogadják, függetlenül attól, hogy tudnak-e érvényesülni ily módon vagy sem. Az újítók elfogadják a társadalom értékeit, de a szokásostól eltérő vagy törvénytelen eszközökkel próbálják megvalósítani azokat. A ritualizmus azok viselkedésére jellemző, akik továbbra is megfelelnek a társadalmilag elfogadott szabályoknak, jóllehet már szem elől tévesztették azokat az értékeket, amelyek eredetileg vezérelték őket. A visszahúzódók szakítottak a versenyszemlélettel, s így mind az uralkodó értékeket, mind azok érvényesítésének eszközeit elutasítják. A lázadók mind a létező értékeket, mind a normatív eszközöket elutasítják, de szeretnék azokat újakkal felváltani, vagyis a társadalmi rendszer átalakításán ügyködnek.

### Az anómia és a differenciális érintkezés – Bűnöző szubkultúrák
Későbbi kutatók összekapcsolták Merton és Sutherland fogalmait. Richard A. Cloward és Lloyd E. Ohlin bűnöző fiatalkorúakból álló bandákat tanulmányozott. Szerintük az ilyen bandák leginkább szubkulturális közösségeken belül keletkeznek, ahol kicsi az esély a törvényes úton való boldogulásra. Olyan környékeken, ahol szervezett alvilág működik, a bűnöző szubkultúra segíti a fiatalokat, hogy a zsebtolvajlástól eljussanak a bűnözés felnőtt világába. Ahol nincs szervezett bűnözés, a bandák bűnöző tevékenysége rendszerint utcai viselkedés vagy vandalizmus formáját ölti.
Albert Cohen nagy amerikai városokban „bűnözőnegyedeket” talált, amelyekben a bandakultúra már életformává vált. Szerinte a bandatagokat nem igazán az anyagi haszon érdekli, amikor lopnak. A késztetőerők szinte mindenhol ugyanazok, mint a verekedés és a vandalizmus esetében. Ezek a cselekedetek a tisztességes társadalom elutasítását jelentik.
Vizsgálataik helyesen mutatnak rá a konformitás és a deviancia közötti összefüggésekre. A szélesebb társadalom szintjén az érvényesülés lehetőségeinek hiánya határozza meg elsősorban, hogy ki választja a bűnöző életformát és ki nem.

### Címkézéselmélet
Képviselői a devianciát úgy fogják fel, mint a deviánsok és nem deviánsok közötti interakció folyamatát. A címkézést elsősorban azok az emberek hajtják végre, akik a törvényt és a rendet képviselik, vagy akik képesek elfogadtatni a többséggel az erkölcsi konvenciókra vonatkozó meghatározásaikat. Így a devianciafajták elkülönítésére szolgáló címkék kifejezik a társadalom hatalmi szerkezetét. A szabályokat, amelyekhez a devianciát viszonyítjuk, a társadalmi kereteket, amelyekben a szabályokat alkalmazzák, a gazdagok szabják meg a szegényeknek, férfiak a nőknek, többségi csoportok az etnikai kisebbségeknek stb. Így például a gyerekek gyakran másznak át mások kertjébe, lopnak gyümölcsöt stb. Ezt egy jómódú környéken csínytevésnek fogják fel, egy szegényebb környéken azonban valószínűleg annak bizonyítékát látják, hogy a gyerekben megvan a bűnözésre való hajlam. Attól fogva, hogy a gyerek megkapja ezt a címkét, stigmaként kíséri egész élete során és az egyén ennek hatására újabb bűncselekményeket hajt végre. Edwin Lemert a konvenciók legelső megszegését elsődleges deviációnak nevezi. Másodlagos deviációról pedig akkor beszélünk, amikor az egyén elfogadja a ráragasztott címkét, vagyis ő is deviánsnak tekinti magát.
Az elmélet jelentőségét az a kiinduló feltevés adja, hogy semmilyen cselekedet sem minősül eredendően bűncselekménynek. Hogy mi számít bűncselekménynek, a hatalom birtokosai szabják meg, a jogszabályok meghozatala, a rendőrség, a bíróság és a javítóintézetek jogértelmezése révén.

#### Három érv az elmélettel szemben
1. Az egyes emberek szocializációja, szemlélete és lehetőségei közti különbségek befolyásolják azt, hogy mennyiben vállalnak fel olyan magatartásformákat, amelyekre könnyedén rákerülhet a deviancia címkéje.
2. Nem világos, hogy a címkézés valóban megerősíti-e a deviáns viselkedést.
3. William Nelson tanulmányozta a büntető jogszabályokat és eljárásokat és megállapította, hogy jelentős változások történtek, ami szintén fontos.

### A racionális döntés és a bűnözés „szituációs” értelmezései
Az elméletek többsége nem veszi figyelembe azt a lehetőséget, miszerint az egyén tudatosan is választhatja a bűncselekmény elkövetését bizonyos előnyök megszerzése érdekében, vagy mert olyan helyzetbe került, amit kihasználhat a maga javára.
A racionális döntés elve alapján történő értelmezés így született. Az emberek nem csak belesodródnak a bűncselekményekbe, hanem azok vállalt döntésük eredményei, mert úgy gondolják, érdemes vállalni a kockázatot. A vizsgálatok azt mutatják, hogy sok bűncselekmény „szituációs” döntések eredménye. A vagyon elleni bűncselekmények jó része ilyen, ami szintén arra utal, hogy a bűnöző magatartás általában hasonlít a nem deviáns jellegű mindennapos döntésekre. Feltéve, hogy az egyén képes mérlegelni a bűncselekmények elkövetésének lehetőségét, a legtöbb bűncselekmény teljesen hétköznapi döntési folyamatokból áll.